# Neuenkirchen (Kreis Steinfurt)
Neuenkirchen is een gemeente in de Duitse deelstaat Noordrijn-Westfalen, gelegen in de Kreis Steinfurt. De gemeente telt 13.892 inwoners (31 december 2020) op een oppervlakte van 48,30 km².

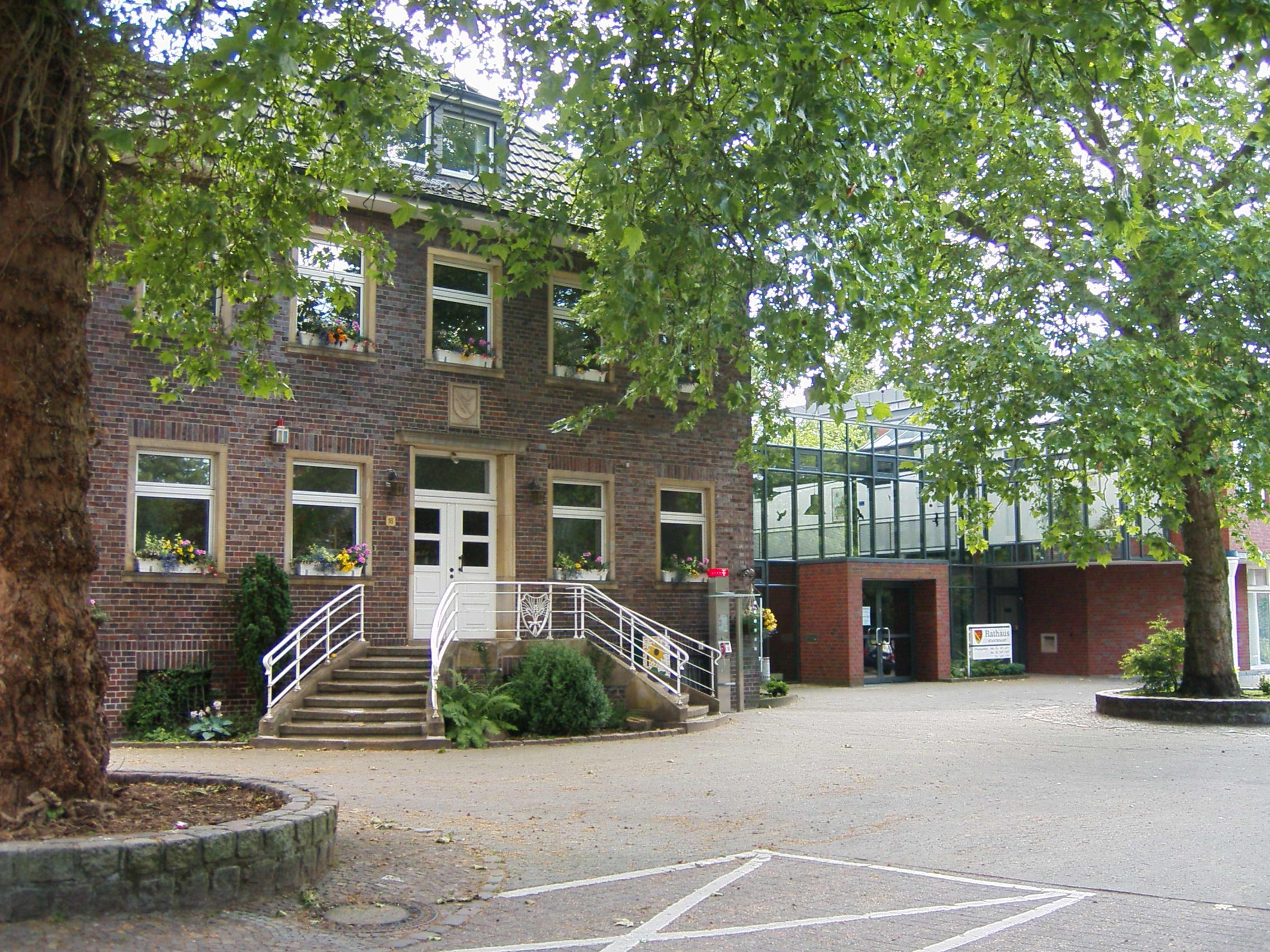
Gemeentehuis

## Plaatsen in de gemeente Neuenkirchen
- Neuenkirchen zelf
- Landersum, ten noorden van Neuenkirchen
- Offlum, intussen aan de westrand van Neuenkirchen vastgebouwd
- St. Arnold,  ten zuidoosten van Neuenkirchen
- Sutrum-Harum, ten oosten van Neuenkirchen

## Bevolking
Volgens de website van de gemeente had deze per 31 december 2020 in totaal 14.121 inwoners. Van hen waren 9.532 rooms-katholiek en 1.585 evangelisch-luthers. De overige 3.004 behoorden tot een andere geloofsgemeenschap of waren atheïst.

## Ligging, verkeer, vervoer
Neuenkirchen ligt aan de zuidkant van een uit kalksteen bestaande, tot 84 m hoge heuvelrug, de Thieberg. Zie ook onder Rheine: Geologische bijzonderheden.

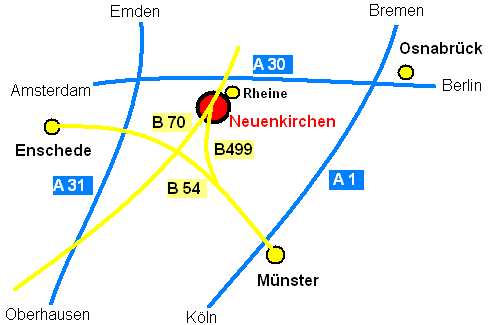
Situering t.o.v. hoofdwegen

De Bundesstraße 70 loopt van buurgemeente Rheine oostelijk om Neuenkirchen langs, zuidwestwaarts naar een andere buurgemeente, Wettringen. Vanaf de Autobahn A30 Amsterdam -Berlijn bereikt men Neuenkirchen door op afrit 7 Rheine Nord de B70 te nemen en langs de westelijke buitenwijken van Rheine te rijden.
Station Rheine is het dichtstbij gelegen spoorwegstation. Van hier kan men per streekbus naar Neuenkirchen reizen.

## Economie
Op de Thieberg vindt enige winning van kalksteen plaats in steengroeven. 
Verspreid in de gemeente liggen enige bedrijventerreinen. Hier is een groot aantal kleine bedrijven gevestigd, waarvan vrijwel geen enkel van meer dan plaatselijke of regionale betekenis is. Het economisch beleid van de gemeente is het aantrekken van nog meer midden- en kleinbedrijf.
Het toerisme in de gemeente Neuenkirchen is vanwege de aanwezigheid van fietsroutes en recreatieplassen niet zonder belang.
In de gemeente wonen tamelijk veel woonforensen, mensen met een werkkring in Rheine of een andere stad in de omgeving.

## Geschiedenis
Uit de vondst van stenen werktuigen hebben archeologen vastgesteld dat het gebied van Neuenkirchen ten minste sedert de Jonge Steentijd door mensen werd bewoond.
Het dorp werd in 1247 gesticht rondom een door de bisschop van Münster gestichte nieuwe kerk. In het algemeen deelde het dorp tot en met de 18e eeuw de geschiedkundige lotgevallen van het Prinsbisdom Münster. Vermeldenswaard zijn nog de volgende feiten:
- In 1537 was er in Neuenkirchen een geloofsgemeenschap van de algemeen als ketters veroordeelde Wederdopers.
- In 1587 en 1590 kreeg het dorp ongewenst bezoek van plunderende Spaanse soldaten. Dezen voerden in de Tachtigjarige Oorlog strijd tegen de Republiek der Nederlanden, maar ook tegen protestantse groeperingen in het aangrenzende gebied.
- In 1771 kwam Maxhafen aan het Max-Clemenskanaal gereed. Maxhafen ligt juist over de grens met de buurgemeente Wettringen. Zie aldaar voor meer informatie over dit (intussen niet meer bestaande) kanaal.
- Neuenkirchen heeft, vooral in de 19e eeuw, periodes van grote armoede gekend. Veel inwoners gingen ieder voorjaar voor enkele maanden naar o.a. Nederland, om als hannekemaaier (Hollandgänger) in Nederland als bijvoorbeeld oogsthelper of steenbakker de kost te verdienen.
- In 1858 werd de eerste textielfabriek in de gemeente geopend. Ook deze bedrijfstak is, vanwege concurrentie van elders, sedert de jaren 1970 verleden tijd.

## Toerisme, bezienswaardigheden e.d.

### Monumenten
- De in neoromaanse stijl gebouwde, monumentale Sint-Annakerk (1899)
- Villa Hecking, een rond 1800 voor een rijke textielfabrikant Alphons Hecking  gebouwde villa, met omliggend park. Het pand dient als cultureel centrum van de gemeente. Ook is de VVV er gevestigd. Er is een kleine ruimte voor wisselende kunsttentoonstellingen aanwezig.

### Recreatie
- Offlumer See, recreatieplas met grote camping en veel andere voorzieningen, op de grens met en in samenwerking met buurgemeente Wettringen ontwikkeld in het kader van het recreatie-ontwikkelingsproject Sprung über die Kiesbank

## Geboren
- Georg Bednorz (1950), natuurkundige en Nobelprijswinnaar (1987)

## Partnergemeente
Er bestaat een jumelage met Heyerode in de Duitse deelstaat Thüringen.

## Afbeeldingen

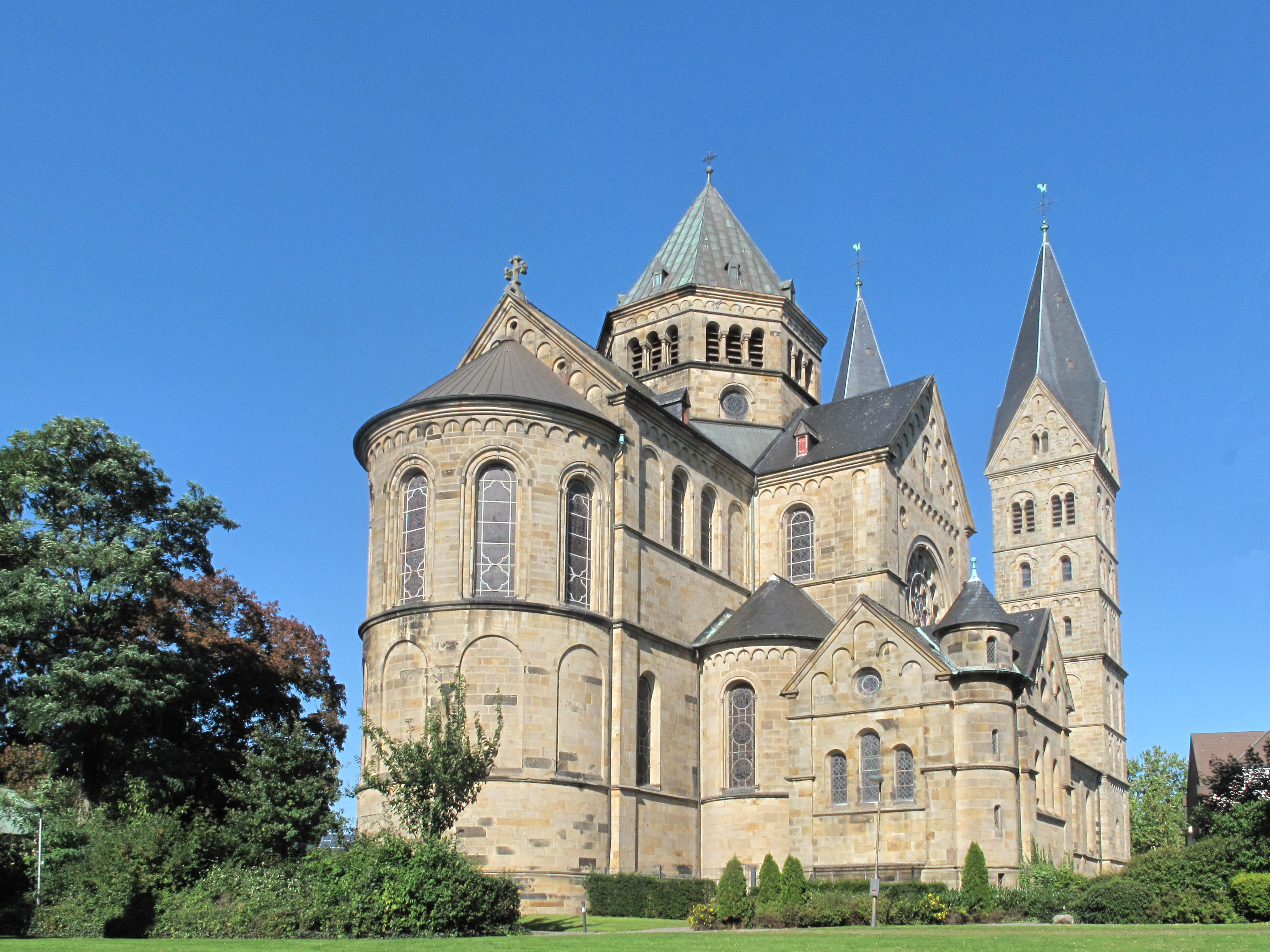
Katholische Pfarrkiche Sankt Anna
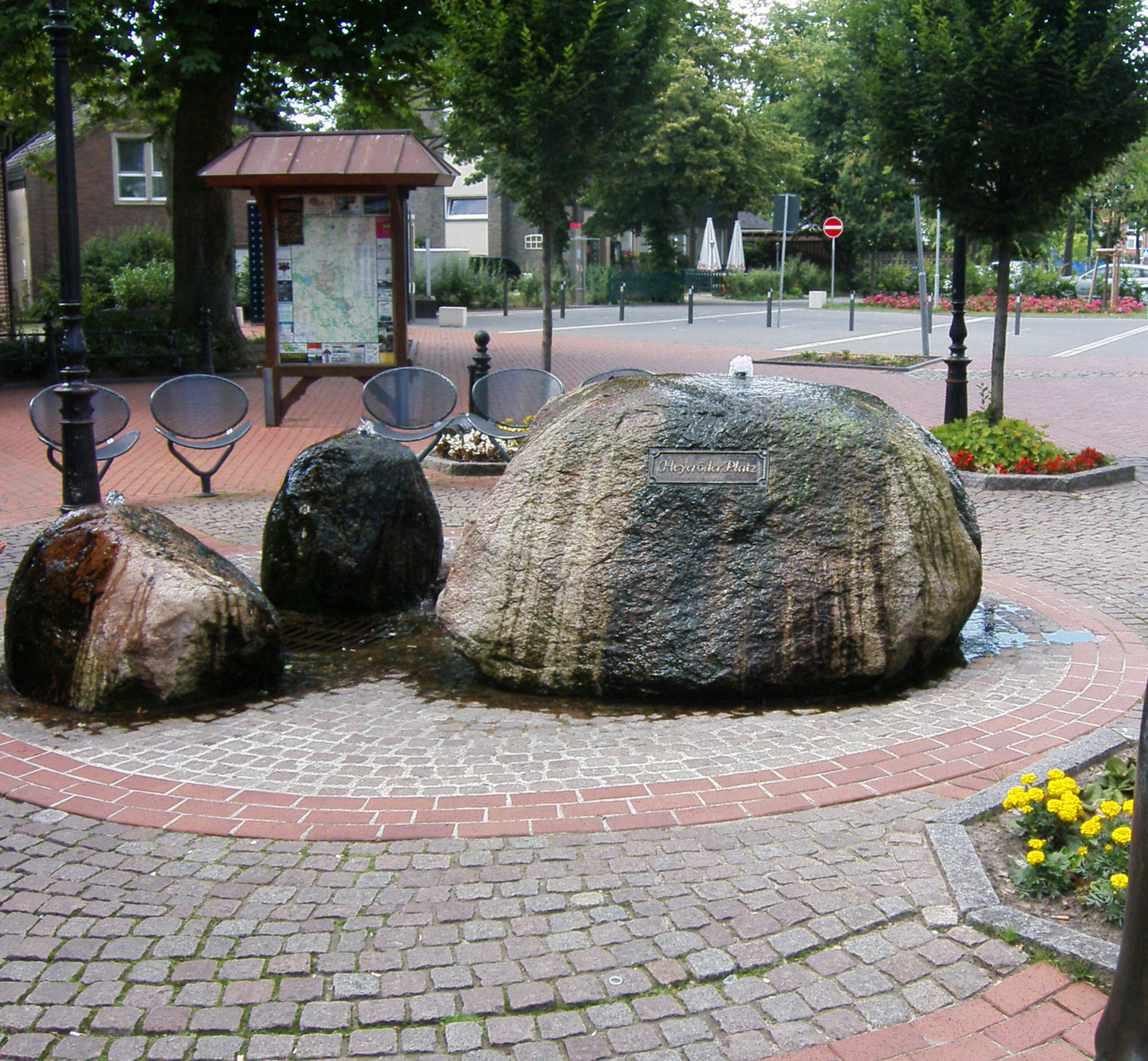
Monument op de Heyeröder Platz
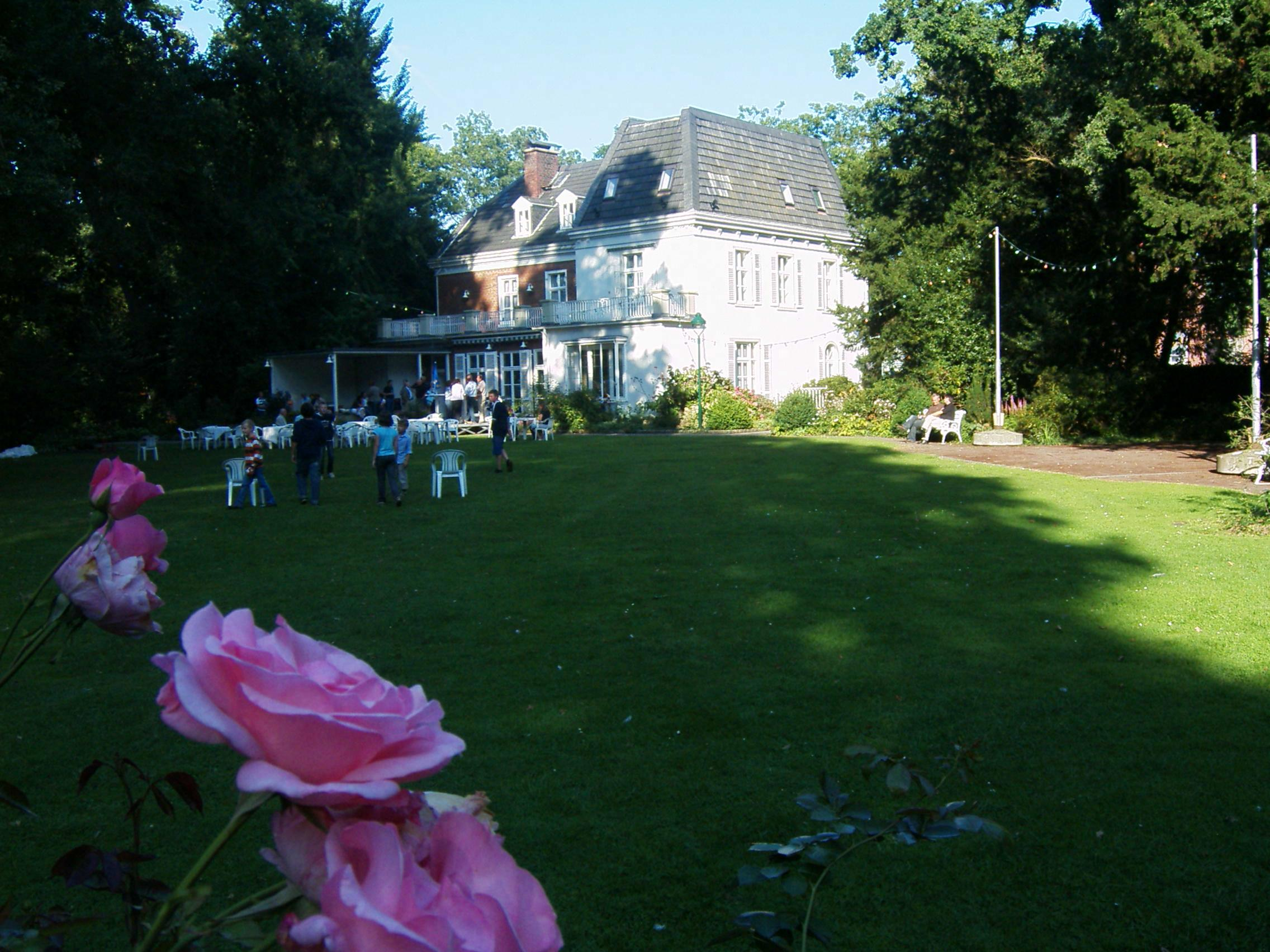
Villa Hecking
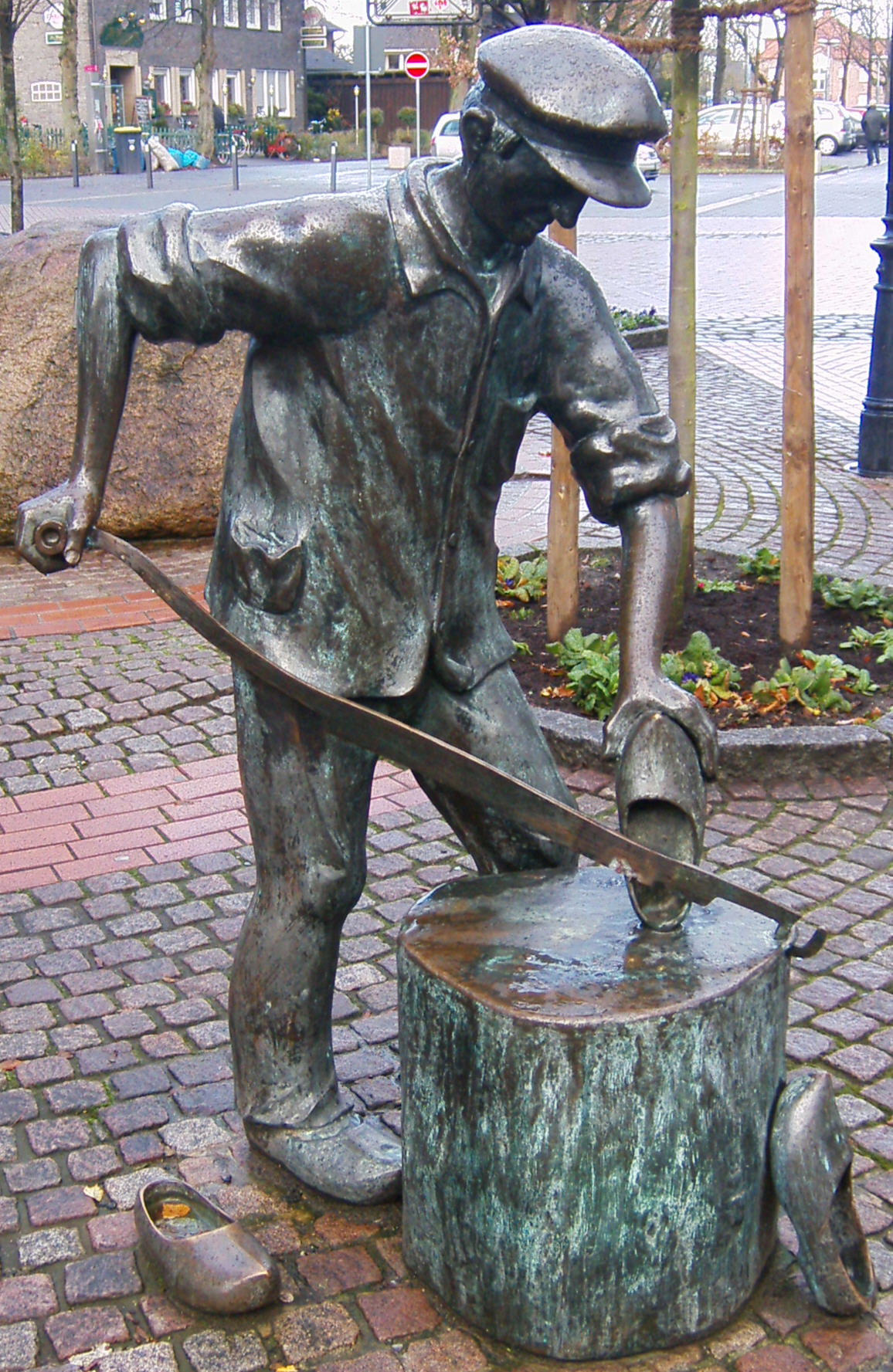
Beeld van een klompenmaker, in het verleden een voor deze streek typisch ambacht
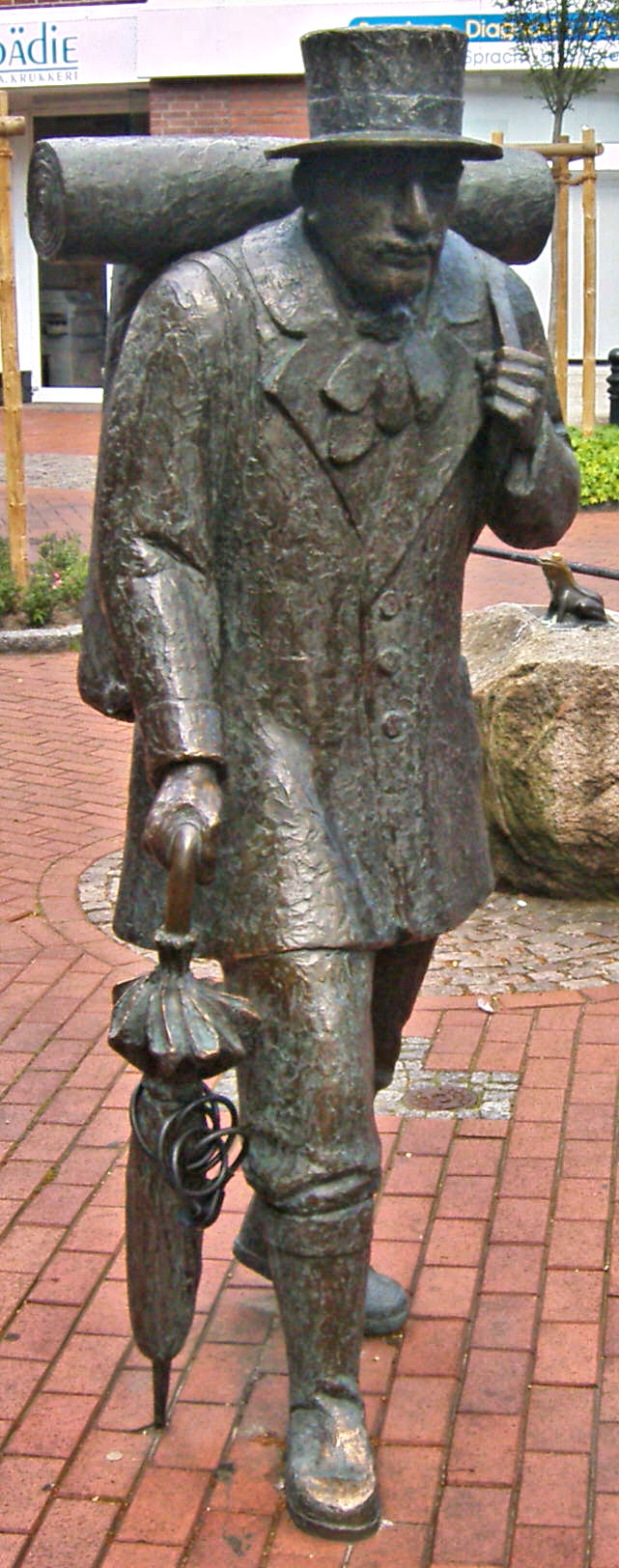
Beeld van  een hannekemaaier
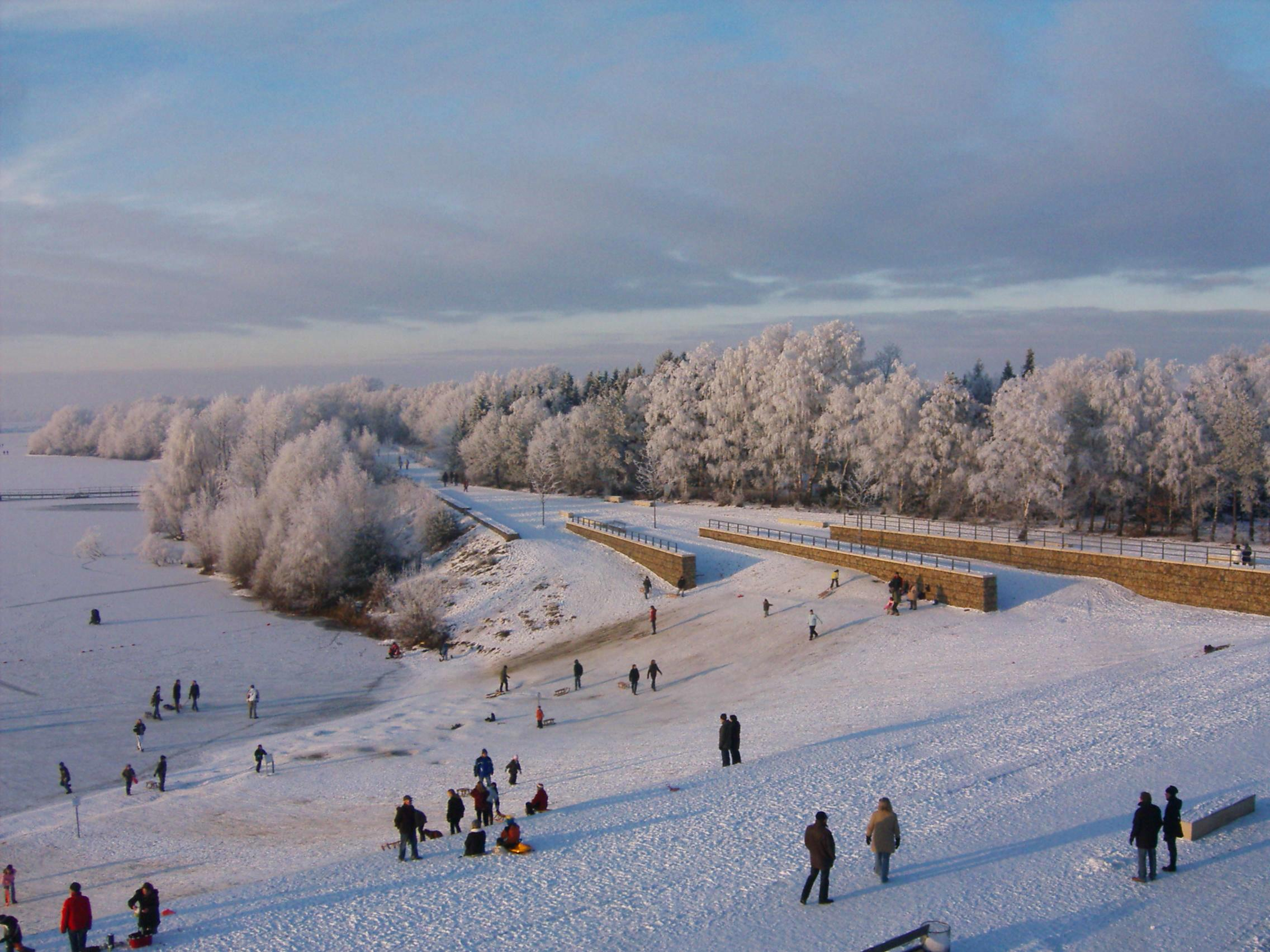
Offlumer See

Altenberge · Emsdetten · Greven · Hopsten · Hörstel · Horstmar · Ibbenbüren · Ladbergen · Laer · Lengerich · Lienen · Lotte · Metelen · Mettingen · Neuenkirchen · Nordwalde · Ochtrup · Recke · Rheine · Saerbeck · Steinfurt · Tecklenburg · Westerkappeln · Wettringen